# Solipsismo
Il solipsismo (dal latino solus (solo)  e ipse (stesso), "solo sé stesso") è un termine che si riferisce alla dottrina filosofica secondo cui l'individuo pensante può affermare con certezza solo la propria esistenza, poiché tutto quello che percepisce sembra far parte di un mondo fenomenico oggettivo a lui esterno, ma che in realtà è tale da acquistare consistenza ideale solo nel proprio pensiero, cioè l'intero universo è la rappresentazione della propria individuale coscienza.

## Pratica e teoria
Dal punto di vista della pratica, per il solipsista ogni azione che si esplica all'esterno va ricondotta all'interesse personale del proprio unico io, che è il solo a stabilire che le leggi morali da rispettare sono quelle che provengono direttamente dalla sua interiorità individuale, poiché hanno una validità più spontanea di tutte le regole che altri avrebbero stabilito per lui.

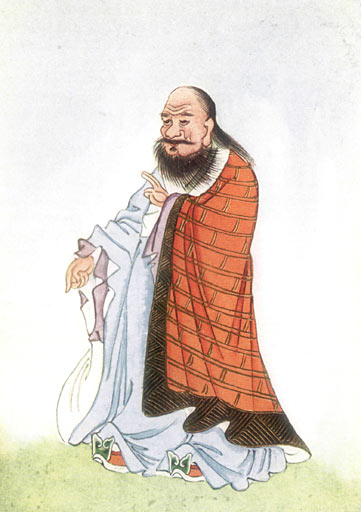
Laozi, il filosofo cinese autore presunto del Tao Tê Ching

Con quest'ultimo significato il termine solipsismo come sinonimo di egoismo compare nell'opera dell'apostata gesuita Giulio Clemente Scotti, La Monarchie des solipses (1652), satira della Compagnia di Gesù, rappresentata come formata da "cercatori di sé" impegnati nella ricerca del proprio esclusivo interesse. Il libro ebbe una certa risonanza, tanto che in Francia per un certo periodo i gesuiti vennero chiamati con l'epiteto di solipsistes.
Linee di pensiero analoghe al solipsismo si incontrano nelle filosofie orientali: il Taoismo e alcune interpretazioni del Buddhismo sostengono che tracciare una linea di separazione fra il sé e l'Universo è arbitrario e senza senso:
Chi ostruisce il suo varco/ e chiude la sua porta/ per tutta la vita non ha travaglio/ Chi spalanca il suo varco/ ed accresce
le sue imprese/ per tutta la vita non ha scampo»

## Storia del concetto

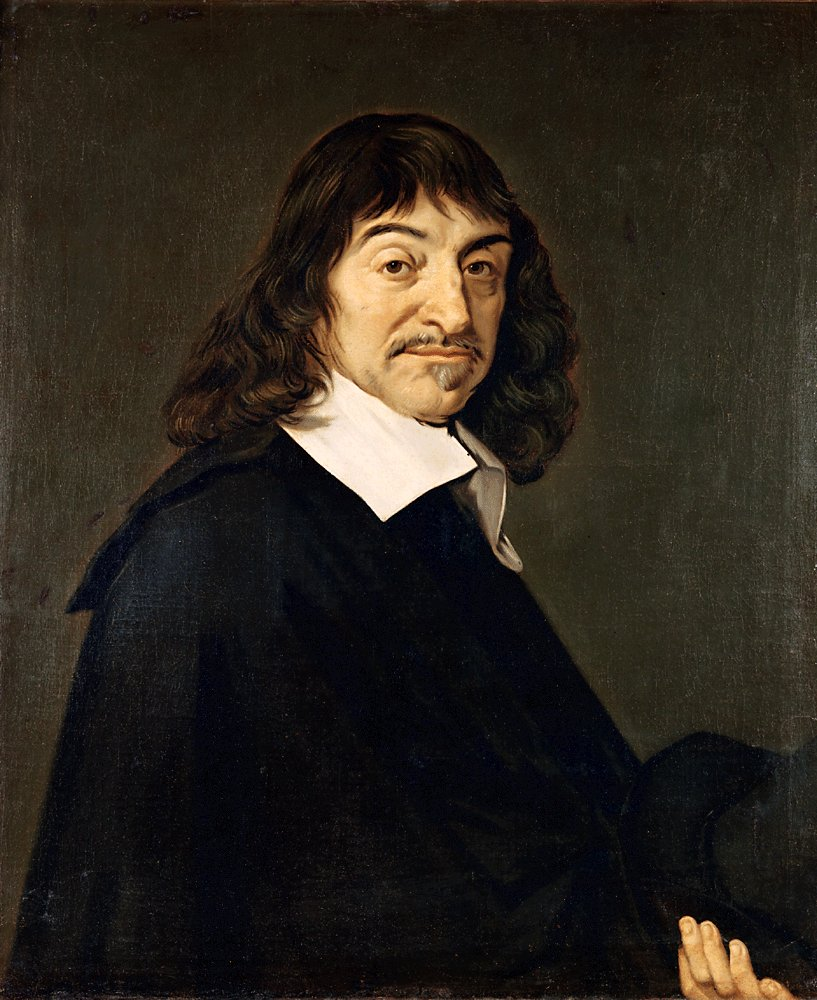
René Descartes in un ritratto di Frans Hals (1649)

Cartesio (1596–1650), rifiutando di accettare come conoscenza certa qualunque cosa di cui fosse possibile dubitare, concludeva che l'unica cosa indubitabilmente certa era la propria esistenza:
Accusato di essere caduto nel soggettivismo radicale, quello cartesiano in effetti era un solipsismo metodologico nel senso che l'uomo, dalle caratteristiche di evidenza delle cose da lui conosciute, può acquisire quel carattere di certezza indubitabile su cui fondare poi la dimostrazione razionale dell'esistenza di un Dio buono e quindi veridico, come ulteriore garanzia della realtà oggettiva del mondo. Per questa dottrina Cartesio fu criticato da Pascal, che gli rimproverava di sfruttare Dio per dare un tocco al mondo, e da alcuni suoi avversari contemporanei, tra cui il filosofo inglese Hobbes e il teologo Antoine Arnauld, che lo accusarono di essere caduto in una "trappola solipsistica" (assimilabile a un circolo vizioso): Cartesio cioè teorizzava Dio come esistente per garantirsi quei criteri di verità che gli erano serviti a dimostrare l'esistenza di Dio.
Il solipsismo metafisico, ripreso da Nicolas Malebranche (1638–1715) e George Berkeley (1685–1753), richiedeva dunque la necessità di ricorrere a Dio, fonte di verità e quindi l'unico che potesse assicurare il soggetto dell'oggettività della conoscenza.
Dal punto di vista idealistico Kant tratta del solipsismo individuandone l'origine nella dottrina cartesiana, e Johann Gottlieb Fichte lo ritiene teoreticamente inattaccabile ma fallace dal punto di vista morale, dove a suo parere si manifesta un'originaria "fede pratica" nell'esistenza di altri soggetti. Sulla stessa linea Arthur Schopenhauer, che assimila il solipsismo a una malattia mentale dove la logica della follia lo rende coerente logicamente e vanifica ogni obiezione che dovrebbe essere sostituita dalle cure fisiche opportune.
Edmund Husserl sostenne un solipsismo che proprio nel momento del ritorno dell'io in sé stesso scopriva l'esistenza degli altri io come costitutivi della sua soggettività singola, che veniva così superata da un'intersoggettività più autentica e primaria. In questo modo Husserl cercava di sottrarre la sua fenomenologia dall'identificazione con l'idealismo di cui lo accusavano le critiche di Max Scheler, Martin Heidegger e altri.
Nella filosofia contemporanea il solipsismo è stato analizzato in chiave linguistica da Ludwig Wittgenstein che lo riporta alla tesi fondamentale del suo Tractatus logico-philosophicus secondo cui «i limiti del mio linguaggio sono i limiti del mio mondo».
Per Rudolf Carnap  alla base della conoscenza vi è un «flusso d'esperienza» che non ha una precisa connotazione e dove sono ancora indistinti sia il soggetto sia la cosa. Vi è dunque una coscienza originaria pura da cui si esce solo per un meccanismo di somiglianza e analogia nel senso che osservando che gli altri si comportano in modo simile a me in circostanze simili, ne deduco che i loro stati mentali siano simili ai miei.
L'origine di quest'ultima teoria è nel concetto di "esperienza pura" elaborato da Richard Avenarius, da Ernst Mach e trattato da Bertrand Russell e generalmente dalla filosofia neopositivista. In effetti ne avevano già discusso William James, Charles Sanders Peirce, Alfred North Whitehead, George Santayana e altri autori del neorealismo novecentesco.